# Trsat

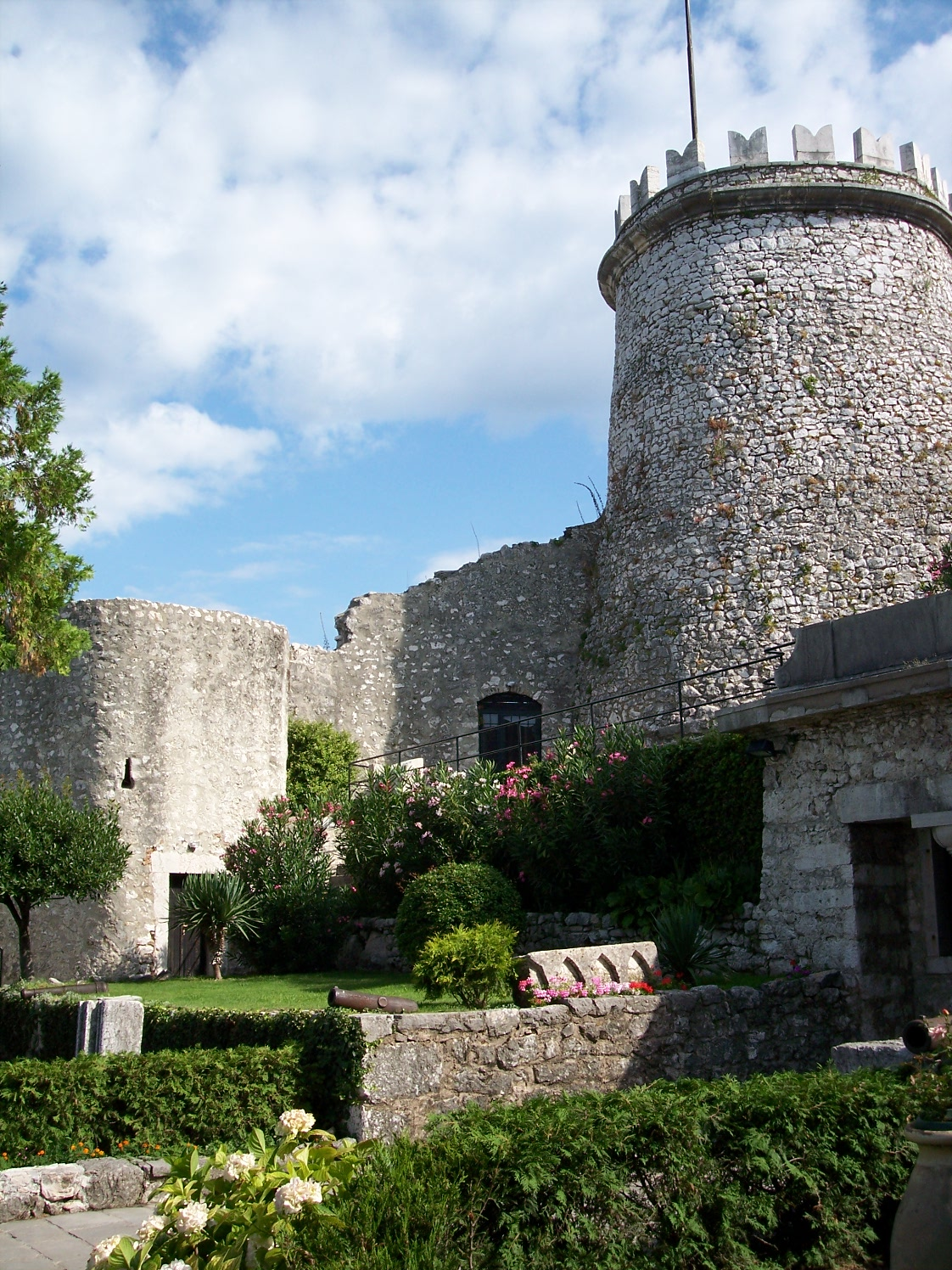
Fortaleza en el distrito de Trsat.

Trsat (o Tersatto, en italiano; en latín: Tarsatica) es parte de la ciudad de Rijeka, Croacia. Cuenta con un castillo o fortaleza histórica con una ubicación estratégica y varias iglesias históricas. El noble croata príncipe Vuk Krsto Frankopan está enterrado en una de estas iglesias. Trsat es una empinada colina, de 138 metros de altura, que se levanta sobre el barranco del río Rječina, a un kilómetro de distancia del mar. Fue estratégicamente importante desde los primeros tiempos hasta el siglo XVII. Hoy en día, es un gran centro croata de peregrinación cristiana y alberga una estatua del papa Juan Pablo II, quien llegó a Trsat como peregrino en el año 2003.

## Historia
En la época anterior a los ilirios, existía un asentamiento fortificado y, luego, la fortaleza iliria de Tarsatica. Posteriormente, fue un punto de observación romano y, desde el siglo XIII, fue propiedad de los condes de Krk, antes de pasar a manos de los frankopanes. Junto con Vinodol, el rey croata-húngaro Andrés II presentó Trsat a Vid II de Krk. Alrededor del final del siglo XV, los Habsburgo gobernaron Trsat y, aunque pertenecía a Croacia y a los frankopanes, no lo quisieron entregar debido a su posición estratégica para la protección de Rijeka. Los habitantes de Trsat y Rijeka libraron sus batallas más feroces con los venecianos en 1508, mientras que en 1527 los turcos otomanos ocuparon la ciudad un corto período.

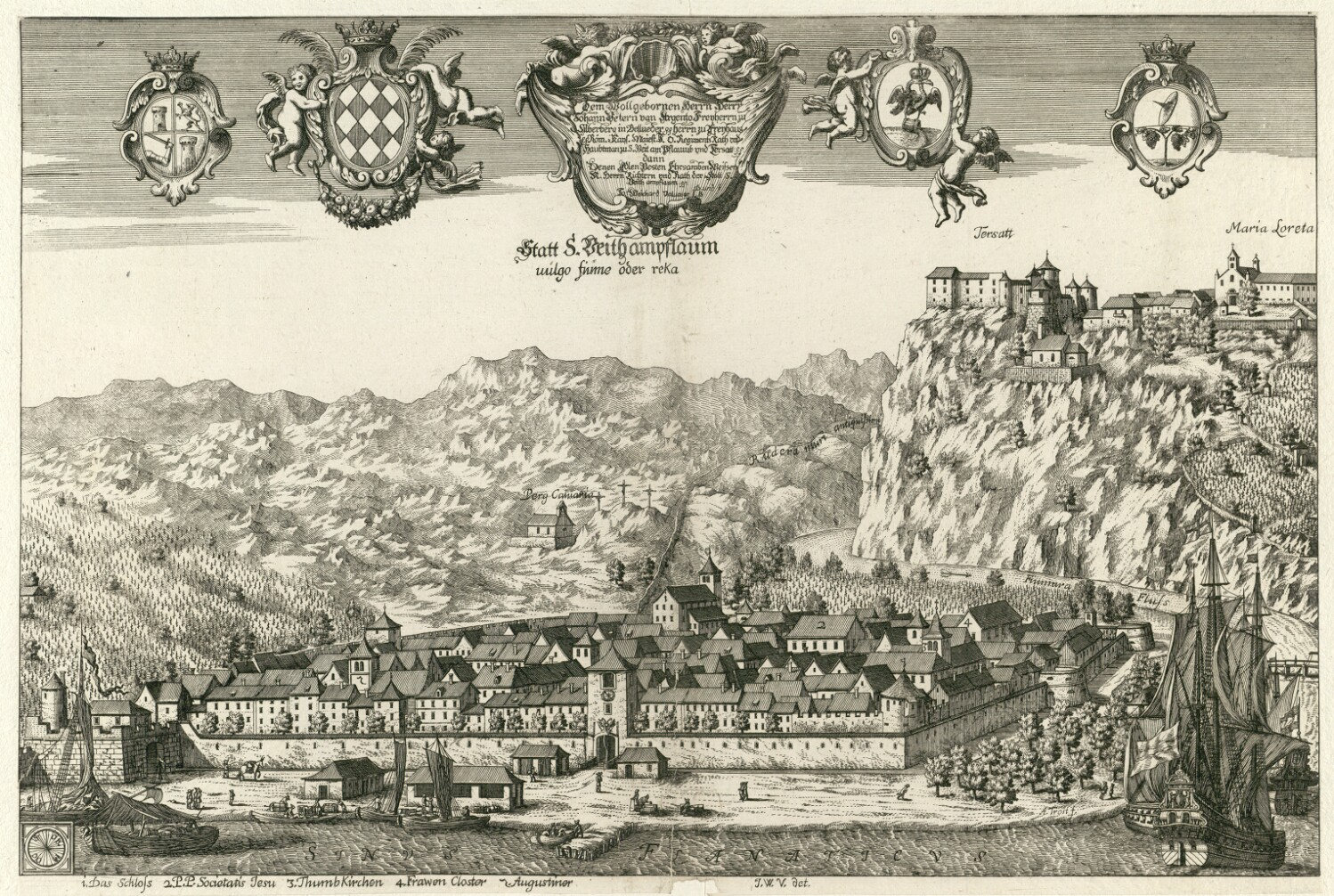
Grabado de Trsat y Rijeka, 1689.

En el siglo XVI, Trsat estuvo más a menudo en manos habsburguesas que en frankopanas y fue gobernada principalmente por los capitanes de Rijeka o Senj. Tras la ejecución de Fran Krsto Frankopan en 1671 a causa de la conspiración de los magnates propuesta por Petar Zrinski, los Habsburgo tomaron el control de Trsat por completo. Fue adjuntada por un corto tiempo al Estado de Severin y, en 1778, María Teresa I de Austria la ubicó bajo la municipalidad de Bakar, en donde permaneció, con un breve receso durante las Guerras Napoleónicas, hasta 1874, cuando la comunidad de Trsat fue fundada.
Trsat fue un pueblo croata extremadamente patriota y, junto con Sušak, demostró su apego a su madre patria en cada oportunidad. El centro de la vida política y cultural en Trsat era la Sala de Lectura Croata, fundada en 1877, con muchas sociedades culturales, educativas y deportivas. Muchas inscripciones conmemorativas y monumentos dan testimonio de la resistencia de Trsat y Sušak a la ocupación italiana y alemana.